# Флавий Констанций
Флавий Констанций (лат. Flavius Constantius) — римский политик и консул IV века.
Был префектом претория Востока при императоре Константине I с 16 декабря 324 года по 326 год, а за преданность императору получил титул vir clarissimus. Вероятно, Констанций сопровождал Константина во время его поездки в Рим в 326 году и остался на западе как префект претория цезаря Констанция по крайней мере до 24 июня 327 года. 
В том же году он стал консулом с Валерием Максимом. Вероятно, Констанций был дальним родственником Константина Великого и участником посольства к Лицинию в 315 году. Больше о нём ничего не известно.